# エリュシペロトリクス綱
エリュシペロトリクス綱（Erysipelotrichia）は、フィルミクテス門に属す細菌の綱。
2018年8月現在、1目1科18属を含む。大半が非運動性、芽胞を形成しないグラム陽性の桿菌。好気または通性嫌気性で、従属栄養的に増殖する。腸内細菌として普遍的に見られ、豚丹毒を引き起こす豚丹毒菌など、ヒトや動物に感染症を引き起こすものも少なくない。ゲノムサイズはフィルミクテス門の中では比較的小型で、系統的にはマイコプラズマなどのモリクテス綱に近縁とされる。
脂質の多い食事を与えられたマウスは、このグループに属す細菌が増加するという報告がある。肥満との関連でも研究が進められている。

## 下位分類
科までは単型である。
属は以下18属が認められる。
- Allobaculum - Breznakia - Bulleidia - Catenibacterium - Catenisphaera - Coprobacillus - Dielma - Dubosiella - Eggerthia - Erysipelothrix - Faecalibaculum - Holdemania - Ileibacterium - Kandleria - Longibaculum - Longicatena - Solobacterium - Turicibacter